# بياتريس البرغونية (ليدي بوربون)
بياتريس البرغونية (بالفرنسية: Béatrice de Bourgogne)‏ (1257 - 1 أكتوبر 1310) كانت ليدي بوربون، حيث كانت وريثة جميع عقارات بوربون من خلال والدتها، هي ابنة جان البرغوني (ابن هيو الرابع دوق برغونية) وأغنيس دي دامبيير، في عام 1272 تزوجت بياتريس من روبرت، كونت كليرمون، وابنهما الأكبر لويس الأول الأعرج أصبح أول دوق بوربون، وأيضا أحفادها الذكور البعيدين أسسوا أسرة بوربون الملكي.
كان روبرت وبياتريس الأطفال التالية:
1. لويس الأول الأعرج (1279-1342)، أول دوق بوربون.
2. بلانش (1281-1304)، تزوجت في 1303 من روبرت السابع، كونت أوفرن وبولوني، هي جدة جوان الأولى، كونتيسة أوفرن.
3. جان (1283-1316)، بارون شاروليه، تزوج في 1309 جين دي أرغيس؛ لهم ذرية.
4. ماري (1285-1372، باريس).
5. بيتر (1287 - بعد 1330).
6. مارغريت (1289-1309، باريس)، تزوجت لأول مرة في 1305 من ريموند بيرينغار من أندريا (توفي في 1307) ثم تزوجت في 1308 جان الأول، ماركيز نامور.